# ファビオ・ルイス・カリーレ・デ・アラウージョ
ファビオ・ルイス・カリーレ・デ・アラウージョ（ポルトガル語: Fábio Luiz Carille de Araújo, 1973年9月26日 - ）は、ブラジル・サンパウロ出身の元サッカー選手、サッカー指導者。

## 来歴
ブラジルのサンパウロ出身。現役時代はブラジル国内のクラブでプレーし、グレミオ・バルエリで引退。
引退後はグレミオ・バルエリのアシスタントコーチを皮切りにキャリアを重ね、SCコリンチャンス・パウリスタ監督時代の2017年にはブラジル1部で優勝した。その後はアル・イテハド、サントスFCなどで監督を務めた。
2022年6月12日、V・ファーレン長崎の監督に就任した。同時期にセアラーSCが監督就任を打診していたが、長崎を選択したと報じられている。しかし2024年1月、長崎との契約を残しつつもサントスFCの監督に就任（復帰）したため、長崎と紛争状態となっている（V・ファーレン長崎#2024年も参照）。

## 選手歴
- セルトンジーニョFC
- キンゼ・ジ・ジャウー
- イラチSC
- CAジュベントス
- SEガマ
- ウニオン・アラクサ
- アトレチコ・モンテ・アズル
- ウルブラ
- グレミオ・バルエリ

## 指導歴
- グレミオ・バルエリ アシスタントコーチ
- SCコリンチャンス・パウリスタ アシスタントコーチ
- SCコリンチャンス・パウリスタ 監督
- 2018年  アル・ワフダ 監督
- 2019年  SCコリンチャンス・パウリスタ 監督
- 2020年 - 2021年  アル・イテハド 監督
- 2021年 - 2022年  サントスFC 監督
- 2022年  アトレチコ・パラナエンセ 監督
- 2022年6月 - 2023年  V・ファーレン長崎 監督